# 托騰堡站
托騰堡站（英語：Fort Totten station）位於華盛頓特區東北象限，托騰堡地區的加洛韋街（Galloway Street）上，是華盛頓地鐵的車站，紅線、綠線交會於本站。本站站名取自南北戰爭時代一座以約瑟夫·吉爾伯特·托騰將軍（Joseph Gilbert Totten，內戰前任美軍首席工程師）為名的要塞。

## 历史
本站的上層月台供紅線使用，1978年2月6日開始營運，下層月台則於1993年12月11日投入營運，供綠線列車及非尖峰時段黃線列車使用。下層月台有個特別之處，就是其一半建於山坡內的隧道中，一半則露出地表。一條連接本站東側的單線軌道使列車得以在紅線及綠線之間轉換，在1999年9月綠線市區段完工前，曾經為經紅線路軌前往法拉格特北站（Farragut North）的綠線通勤區間列車（Green Line Commuter Shortcut service，市區段完工前綠線的營運模式）使用。
在一項始於2006年12月31日、為期18個月的測試中，華盛頓地鐵將非尖峰時段及假日期間的黃線列車行駛路段延伸至本站。在一場記者會中，華盛頓特區議會的議員吉姆·葛蘭（Jim Graham）表示這項措施對於托騰堡地區及維農山莊廣場／第7街-會展中心地鐵站（Mt Vernon Sq/7th St-Convention Center）的「地方發展及都市風格」有正面的支持作用。
在2009年6月22日，兩列南行紅線列車在本站與塔科馬站間發生追撞事故，造成9人喪命，70多人受傷，是為華盛頓地鐵最嚴重的事故。

## 車站結構
| 1F | 西行               | 往格羅夫納/涼蔭叢（布魯克蘭-美國天主教大學） |
| 1F | 島式月台，左側開門 |                                              |
| 1F | 東行               | 往銀泉/格蘭蒙特（塔科馬）                    |
| M  | 街道層             | 出入口、單向閘機、售票機、車站詢問處         |
| B1 | 南行               | 往分支大道（喬治亞大道-佩特沃斯）            |
| B1 | 島式月台，左側開門 |                                              |
| B1 | 北行               | 往綠帶（西海恩茲維爾）                       |

## 外部連結
- WMATA: Fort Totten Station
- StationMasters Online: Fort Totten Station
- The Schumin Web Transit Center: Fort Totten Station (Upper Level)
- The Schumin Web Transit Center: Fort Totten Station (Lower Level)